# Miroslav Toman (1960)
Miroslav Toman (* 6. února 1960 Žatec) je český politik SOCDEM, podnikatel v zemědělství a bývalý náměstek ministrů zemědělství, kdy byl také agrárním vyjednavačem za Českou republiku při jednáních o přistoupení k Evropské unii. V letech 2007 až 2018 byl prezidentem Potravinářské komory ČR a od července 2013 do ledna 2014 jako nestraník ministrem zemědělství v úřednické vládě Jiřího Rusnoka. Od března 2014 do března 2017 byl prezidentem Agrární komory ČR a od června 2018 do prosince 2021 opět ministrem zemědělství ČR, tentokrát však za Českou stranu sociálně demokratickou ve druhé vládě Andreje Babiše.

## Život
Narodil se do rodiny Miroslava Tomana, ministra zemědělství a výživy ve čtvrté, páté a šesté vládě Lubomíra Štrougala v 80. letech. Jeho mladším bratrem je Zdeněk Toman, který v roce 2012 přispěl na prezidentskou kampaň Miloše Zemana částkou 150 000 Kč.
V roce 1979 ukončil studia na Střední zemědělské škole v Brandýse nad Labem a v roce 1983 na Vysoké škole zemědělské v Praze (ČZU). Po studiích, v letech 1983 až 1986, pracoval tři roky jako zootechnik v JZD Tečovice na Zlínsku. V letech 1986 až 1990 byl odborným asistentem na Katedře produkce mléka ČZU, kde obhájil disertační práci a získal titul kandidát věd.
V letech 1990 až 1996 působil ve vedoucích manažerských pozicích v Hustopečích na Břeclavsku v Jihomoravském kraji v zemědělských společnostech Agrotec a Agrotrade – rodinné firmě Tomanových, která v minulosti patřila mezi nejvýznamnější potravinářské firmy v České republiky. V letech 1996 až 2001 byl obchodním radou na velvyslanectví ve Washingtonu a v Bratislavě.
Společnost Agrotrade se v listopadu 2001 přejmenovala na Technology Leasing a její akcie v červnu 2003 převzala společnost se sídlem na Kypru Finch Enterprises Limited. V červnu 2003 byl na majetek Technology Leasing vyhlášen konkurs. Po společnosti, která zaslala na kampaň prezidenta Miloše Zemana přibližně půl milionu korun, zůstaly dluhy ve výši 600 milionů. O nejvíc peněz přišla státní Česká konsolidační agentura a Česká spořitelna.
Po odchodu z ministerstva zemědělství v roce 2006 pracoval v nově založené rodinné firmě, která dostala stejný název jako zkrachovalá firma Agrotrade a.s. (stejný název mohl být použit z toho důvodu, že zkrachovalá Agrotrade byla již v době zakládání nové firmy přejmenována na Technology Leasing), a která opět působí v zemědělství a potravinářském průmyslu. Zemědělský koncern Agrotrade nyní provozují otec a bratr Miroslava Tomana.
v polovině září 2007 byl zvolen do čela Potravinářské komory ČR. Zasedal v představenstvu Hospodářské komory ČR, Agrární komory ČR a v letech 2009 až 2013 byl členem dozorčí rady Podpůrného a garančního rolnického a lesnického fondu (PGRLF). Z funkce prezidenta Potravinářské komory ČR odešel v roce 2018, formálně až v listopadu 2019. Na tomto postu jej nahradila Dana Večeřová.
V březnu 2014 byl na sněmu v Olomouci zvolen prezidentem Agrární komory ČR, když se pro něj jako pro jediného kandidáta vyslovilo více než 90 % hlasujících. Ve funkci tak vystřídal Jana Velebu. Post zastával do března 2017, kdy již znovu nekandidoval a ve funkci jej nahradil Zdeněk Jandejsek.
Miroslav Toman je ženatý a má tři děti. V průběhu druhé vlny pandemie covidu-19 byl 18. října 2020 pozitivně testován na koronavirus SARS-CoV-2.

## Politické působení
Do politiky vstoupil v srpnu 2002, když se stal náměstkem ministra zemědělství Jaroslava Palase (za Českou stranu sociálně demokratickou) a v rámci jednání o přistoupení k Evropské unii působil jako hlavní agrární vyjednavač s EU. Od 1. října 2003 do 28. února 2004 byl z úřadu z rodinných důvodů uvolněn. Poté se stal prvním náměstkem a státním tajemníkem ministerstva zemědělství. Ve funkci působil do října 2006, postupně pod ministry za ČSSD Jaroslavem Palasem, Petrem Zgarbou a Janem Mládkem.
V červnu 2013 přijal nabídku od Jiřího Rusnoka stát se ministrem zemědělství v jeho vládě. Kvůli ministerskému angažmá přerušil své působení v čele Potravinářské komory. Nahradil ho statutární zástupce. Prezident Miloš Zeman jej do funkce jmenoval 10. července 2013.
V předčasných podzimních volbách do Poslanecké sněmovny PČR v roce 2013 kandidoval jako nestraník v čele kandidátky Strany Práv Občanů ZEMANOVCI (SPOZ) v Ústeckém kraji, ale neuspěl.
Dne 18. května 2018 jej schválilo předsednictvo České strany sociálně demokratické (od roku 2023 Sociální demokracie) jako kandidáta na post ministra zemědělství ČR v menšinové vládě s hnutím ANO. Zároveň prohlásil, že je jakožto nestraník připraven stát se členem ČSSD. Dne 22. června 2018 ho premiér Andrej Babiš navrhl na post ministra zemědělství ČR v nově vznikající vládě a dne 27. června 2018 jej prezident Miloš Zeman do této vlády jmenoval. V únoru 2019 podal přihlášku do ČSSD. Členem se stal až v srpnu 2020. Délku přijímacího řízení zdůvodnil administrativními problémy.

## Kontroverze
V roce 2018, když byl ministrem zemědělství, byl vedle tehdejšího premiéra Andreje Babiše (ANO), podezírán právníky Evropské komise ze střetu zájmů. Tomanův otec, Miroslav Toman starší, totiž v téže době vlastnil 80 % akcií společnosti Agrotrade a ředitelem firmy byl mladší bratr Miroslava Tomana, Zdeněk Toman. Pod Agrotrade navíc spadá podnik Xaverov, který v té době čerpal evropské peníze pro zemědělce. Sám Toman uváděl, že nikdy v řečené společnosti svých příbuzných nefiguroval. Rovněž hájil dotace pro velké zemědělské podniky, jako Agrofert. Evropská komise nakonec uzavřela prošetřování Tomana bez udělení sankce.
V dubnu 2019 byla v Reportérech ČT odvysílána reportáž o jeho spojení s podnikáním jeho otce. Reportéři ČT zjistili, že společnost Xaverov získala v privatizaci pozemky, které později prodala zpět státu nebo Praze za 250 milionů korun. Nabyla je na základě sporného dokumentu, který vydalo Ministerstvo zemědělství v roce 2005, v době, kdy byl Toman na resortu náměstkem. V téže době provedli policisté z Národní centrály proti organizovanému zločinu razii na Ministerstvu zemědělství a v sídle Lesů ČR. Šlo o podezřelé jednání generálního ředitele Daniela Szoráda, který byl později policií také obviněn.
V polovině roku 2020 coby ministr zemědělství pronajal budovu ministerstva v Tyršově ulici v Náchodě tamější místní organizaci ČSSD, kterou vedl Jan Birke. Podezřelá byla zejména cena 900 Kč za metr čtvereční za rok, což byla značně nižší cena než je v místě obvyklá. Smlouva s ČSSD byla ukončena na konci roku 2021.
V únoru 2022 se objevila zpráva, že státní Ředitelství silnic a dálnic vykoupilo od firmy Xaverov trade rodiny Tomana pozemek za 250 milionů korun původně oceněný na zhruba 31 milionů. Pozemek má být využit pro stavbu úseku Pražského okruhu u Prahy-Běchovic. Osminásobek ceny umožňuje státu zaplatit liniový zákon v případě staveb dopravní a další infrastruktury. Brzy poté stát Tomanovým zaplatil dalších 60 milionů korun za jiný pozemek v hodnotě 7,5 milionu korun. Dalších 110 milionů korun dostane Tomanova rodina za pozemky svých firem Xaverov trade a Agrotrade od hlavního města Prahy, která vykoupí okolní pozemky pro Pražský okruh.